# Les Classiques de Villars
Les Classiques de Villars est un festival de musique classique qui se tient à Villars-sur-Ollon, en Suisse.

## Historique
Le festival est créé sous le nom de Les Févriers classiques de Villars en 1997 par des mélomanes locaux sous l'impulsion du violoncelliste français Mark Drobinsky. C'est en 1999 que le nom actuel est adopté lorsque Caroline van de Ven en prend la direction,.

## Programmation
Le festival est centré sur un orchestre en résidence qui donne plusieurs concerts et un musicien invité. Depuis l'origine, le festival accueille à la fois des artistes suisses et des musiciens russes.